# بريجيت مكمان
بريجيت مكمان هي تريثلت سويسرية، ولدت في 25 مارس 1967 في زوغ في سويسرا.

## وصلات خارجية
- بريجيت مكمان على موقع اتحاد الترياتلون الدولي (الإنجليزية)
- بريجيت مكمان على موقع IAT Triathlon Database (الإنجليزية)
- بريجيت مكمان على موقع اللجنة الأولمبية الدولية (الإنجليزية)
- بريجيت مكمان على موقع أوليمبيديا (الإنجليزية)